# 中川泰宏
中川 泰宏（なかがわ やすひろ、1951年9月19日 - ）は、日本の政治家。衆議院議員（1期）、京都府船井郡八木町長を歴任した。現在は、JAグループ京都会長（JA京都中央会会長。JA京都信連、JA全農京都、JA共済連京都の各連合会会長）、JA共済連経営管理委員会副会長。既婚、2男1女あり。南丹市在住。

## 経歴
京都府船井郡八木町（現南丹市）に生まれる。父は扇職人（後に酒屋）。3歳の頃に罹患した小児麻痺の影響で足が不自由であるが、そのハンディキャップを乗り越え京都府立園部高等学校を卒業。京都歯科技工士学院の一期生として入学するが、入学式の1日だけ通い中退。子供の頃は体が弱かった。
高校卒業後、「障害があるから良いポストには就けない、頭で頑張ろう」と思い、調理師免許を含む14、5の資格をとり、弁当屋などの商売をする。
1988年には八木町議会議員に初当選した。1992年から2002年まで八木町長を務めた。町長として同和対策事業の廃止などに辣腕をふるった。京都農業協同組合（JA京都）の会長も務めている。
2002年、中川は自由民主党を離党し、同年の京都府知事選挙に元民主党副代表笹野貞子の応援を受けて立候補するが、自民党などが推薦する山田啓二に敗北した（2006年、山田が京都府知事に再選されたときは、一緒に壇上に立って祝福している）。
2005年9月11日の第44回衆議院議員総選挙に、郵政民営化法案に反対し無所属での選挙を余儀なくされた田中英夫（前亀岡市長）への刺客候補として自民党に復党の上京都4区で出馬し、田中を僅か156票差で破り初当選した。八木町長時代は北桑田郡・船井郡の合併が進んでいたが、田中が市長を務める亀岡市と八木町の合併を主張していた。
2007年の第21回参議院議員通常選挙の際には、地元選挙区の会館に第87-89代内閣総理大臣だった小泉純一郎を呼ぶなど、小泉を強く慕い、衆院選以来のつながりを維持していた。
衆議院議員の傍ら、京都府農業協同組合中央会（JA京都中央会）会長、および、京都府信用農業協同組合連合会（JAバンク京都信連）、全国農業協同組合連合会京都府本部（JA全農京都）、全国共済農業協同組合連合会京都府本部（JA共済連京都）の共通会長を務めている。また、貸金業や畜産業、産業廃棄物処理業なども営んでいる。
2009年8月30日の第45回衆議院議員総選挙では、民主党公認の北神圭朗、無所属の田中に及ばず、約74,500票の大差で落選した（得票率は約13%で、法定得票数にも満たない得票であった）。
2010年11月18日、中川が代表を務める政治団体・自民党京都府第四選挙区支部が京都府選挙管理委員会に解散届を提出し、受理された。同党京都府連と中川は支部運営をめぐり対立し、党本部や府連は支部の解散を求めていた。
2012年12月16日の第46回衆議院議員総選挙では京都4区から無所属で出馬して国政への返り咲きを狙うも落選。得票率は5.7%に留まり供託金を没収された。

## 人物
- 2007年9月10日に行われた自民党の代議士会で川条志嘉となどと共に平沼赳夫の復党問題に関して、「平沼氏が無条件で復党することは、小泉改革を否定することだ。国民はアホじゃない」と発言[4]し、マスコミに「小泉チルドレンの反乱」と騒がれる。
- 2009年6月4日、総務大臣（当時）の鳩山邦夫が西川善文の日本郵政社長の続投を認めないと発言したことについて、西川の続投が既定路線であるとして鳩山に辞任を要求した。

## 不祥事

### 不動産登記法違反
2006年、南丹市役所などが中川の所有する建築物を調査したところ、登記を怠っていた事実が発覚した。中川が所有する京都府南丹市内の住宅は1988年に新築したにもかかわらず17年間に渡り登記を怠っており、同じ敷地内の事務所2棟については、2007年時点で未だに登記が確認できていないと指摘された。新築した建築物については1ヶ月以内の登記申請が義務づけられており、中川の行為は不動産登記法違反に該当する（不動産登記法第47条、等）。

### 固定資産税未納
上述の南丹市内の住宅や事務所計3棟が未登記だったため、中川はこれらの建築物に課せられる固定資産税を支払っていなかったことも併せて明らかになった。事実とすれば、旧八木町で町長を務めている間も、八木町に対して固定資産税を納めていなかったことになる。2007年6月、中川は国会議事堂にて記者会見を行い、事務所については「未完成」の状態だったため課税対象にならなかった、と自説を主張した。また、住宅については「06年に父親名義から自分名義に変えたが、それ以前から固定資産税は払ってきたはずだ」と説明した。そのうえで、中川は「払うべき税金を払わなかったことは一度もない」と強調した。しかし、2007年6月15日、南丹市役所は中川に対し未登記建築物の固定資産税を納付するよう通知した。さらに、過去に遡り未払い分の固定資産税の徴収を検討することになった。

### 不当労働行為
JA京都会長を務める中川が、JAに勤める労働組合員に対し、「農協労連なんか飯食わしてくれないぞ」「組合はどうする。辞めないのか」などと、組合から脱退を強要した問題で、中央労働委員会は中川の行動を不当労働行為と認定した。

### 国税局による所得隠しの認定
2025年7月26日、中川と親族が経営する複数の会社が大阪国税局の税務調査を受け、2024年ごろまでの7年間で、計約8億円の申告漏れを指摘されたことが関係者への取材で分かった。一部は所得隠しと認定され、追徴税額は重加算税を含め計約５億円という。 関係者によると、中川の親族が役員を務める会社は、JAグループ京都側が発注した工事を受注。親族企業は取引先に偽の領収書を発行させて外注費を払ったように装い、約５億円の法人所得を過少に申告。中川は同企業などから約3億円を受け取ったとされ、国税局は個人の所得に当たると判断したと見られる。中川は取材に、国税当局の処分を不服として国税不服審判所に審査請求する準備をしている。

## 出演番組
- あぐり京都（第4日曜 12:05 - 12:35、2005年4月24日 - 、KBS京都テレビ）- メイン。司会飛鳥井雅和、アシスタント前田由紀子。
- やすひろの京も安泰（金曜12:00 - 12:30、2010年4月2日 - 、KBS京都ラジオ） - アシスタント清老寛子。

## 過去の出演番組
- やすひろの天下泰平（金曜12:00 - 12:30、2003年頃 - 2010年3月26日、KBS京都ラジオ） - アシスタント遙洋子。
- 笑福亭たまの蛤御門市場（日曜 12:00 - 12:55、2011年1月8日 - 10月28日、KBS京都テレビ）
- 蛤御門市場（日曜 12:00 - 12:55、2011年11月5日 - 2013年1月26日、KBS京都テレビ）

## 著作

### 単行本
- 『英智への鍵』、エム・ビー・シー21、 1990年。
- 『弱みを強みに生きてきた-この足が私の名刺-』、PHP研究所、2002年。
- 『北朝鮮からのメッセージ -日本への警告を込めて- 』、家の光協会、1998年。

### 論文・エッセイ
- 「協同組合運動のリーダーに聞く(第1回)JA改革のなかで共済事業の改革をどう進めるか 」（含：参考資料:農協共済審議会答申書(要約版)JA共済事業の今日的な事業展開方向とこれを実現するためのJA・連合会の一体的な事業実施体制のあり方）『にじ』(596)、2003年、36～46 ページ。福間莞爾と共著。
- 「野中広務が「北朝鮮」に肩入れする理由-JA京都会長八木町長中川泰宏が語る-」『月刊テーミス（Themis）』10(5) (通号103)、2001年、72～74ページ。